# 오루타나
《오루타나》(おるたな)는 2012년 2월 1일에 발매된 스피츠의 세 번째 스페셜 음반이다.
수록곡들은 과거 발매한 두 장의 스페셜 음반 《카초후게츠》, 《이로이로고로모》와 같이 음반에 처음 수록되는 곡들이며, 2004년 〈스타게이저〉 이후 싱글의 커플링곡과 2002년 이후에 커버한 다른 음악가 커버곡이 수록되어 있다.
수록곡인 〈타임 트래블〉은 후지 TV의 드라마 《나와 스타의 99일》의 주제가로 사용되었으며, 이 음반을 통해 처음 음원화되었다.

## 수록곡
커버곡은 원제 뒤에 가수 이름을 표기.
| #            | 제목                                                                       | 재생 시간 |
| ------------ | -------------------------------------------------------------------------- | --------- |
| 1.           | 〈리코리스〉 (リコリス)                                                    |           |
| 2.           | 〈사스라이〉 (さすらい, 오쿠다 다미오)                                     |           |
| 3.           | 〈라쿠가키 오코쿠〉 (ラクガキ王国)                                         |           |
| 4.           | 〈주욘반메노쓰키(오루타나 Mix)〉 (14番目の月(おるたな Mix), 마쓰토야 유미) |           |
| 5.           | 〈미카즈키 록 소노3〉 (三日月ロック その3)                                 |           |
| 6.           | 〈타임 트래블〉 (タイム・トラベル, 하라다 신지)                            |           |
| 7.           | 〈유야케〉 (夕焼け)                                                        |           |
| 8.           | 〈마모루상〉 (まもるさん)                                                  |           |
| 9.           | 〈하쓰코이니 사사구〉 (初恋に捧ぐ, 하쓰코이노아라시)                       |           |
| 10.          | 〈테쿠테쿠〉 (テクテク)                                                    |           |
| 11.          | 〈샤라라〉 (シャララ)                                                      |           |
| 12.          | 〈쥬니가쓰노 아메노 히〉 (12月の雨の日, 해피엔드)                          |           |
| 13.          | 〈사요나라 다이스키나 히토〉 (さよなら大好きな人, 하나*하나)               |           |
| 14.          | 〈오케라〉 (オケラ)                                                        |           |
| 총 재생 시간 | 총 재생 시간                                                               | 53:39     |

## 차트 순위
| 차트                      | 최고 순위 | 판매량 |
| ------------------------- | --------- | ------ |
| 오리콘 주간 음반          | 3         | 48,575 |
| 빌보드 재팬 주간 음반     | 3         |        |
| 오리콘 연간 음반 (2012년) |           |        |

| 기관        | 인증 | 출하수   |
| ----------- | ---- | -------- |
| 일본 (RIAJ) | 골드 | 100,000+ |